# Uników Kapitulny
Uników Kapitulny – wieś w Polsce położona w województwie łódzkim, w powiecie sieradzkim, w gminie Klonowa.
W latach 1975–1998 miejscowość administracyjnie należała do województwa sieradzkiego.